# キズナ (織田哲郎の曲)
「キズナ」は、織田哲郎の通算17枚目のシングル。2000年5月10日にZOOTRECから発売された。

## 解説
前作「青空」から、約2年振りのシングル。
「キズナ」は、TBS系ドラマ東芝日曜劇場『サラリーマン金太郎2』の主題歌に起用された。ただし、アルバム『One Night』収録分ではテンポがやや遅くなっている。織田は、同年に『サラリーマン金太郎2』で主人公・金太郎を演じた高橋克典に「TWO OF US」を楽曲提供し、プロデュースも手がけている。
カップリング「WILD HORSE」は8枚目のアルバム『Candle In The Rain』収録曲のリテイクで元の曲よりテンポが速くなっている。

## 収録曲
全作詞・作曲・編曲：織田哲郎
1. キズナ
2. WILD HORSE

## 参加ミュージシャン
- 織田哲郎 - ギター、ドラム、プログラミング
- 古村敏比古 - サックス